# Rouécourt
Rouécourt ist eine französische Gemeinde mit 49 Einwohnern (Stand 1. Januar 2022) im Département Haute-Marne in der Region Grand Est. Sie gehört zum Kanton Bologne und zum Arrondissement Saint-Dizier. Die Bewohner werden Rouécourtois und Rouécourtoises genannt.

## Lage
Die Gemeinde Rouécourt liegt 25 Kilometer nördlich von Chaumont. Sie ist umgeben von folgenden Nachbargemeinden:
| Leschères-sur-le-Blaiseron |                                             | Gudmont-Villiers |
|                            | Kompassrose, die auf Nachbargemeinden zeigt |                  |
|                            | Cerisières                                  |                  |

Ein Windpark im Westen der Gemeinde umfasst sechs Windkraftanlagen.

## Bevölkerungsentwicklung
| Jahr                       | 1962 | 1968 | 1975 | 1982 | 1990 | 1999 | 2008 | 2019 |
| -------------------------- | ---- | ---- | ---- | ---- | ---- | ---- | ---- | ---- |
| Einwohner                  | 90   | 77   | 81   | 68   | 56   | 58   | 56   | 49   |
| Quellen: Cassini und INSEE |      |      |      |      |      |      |      |      |